# Scopula undilinea
Scopula undilinea är en fjärilsart som beskrevs av W. Warren 1900. Scopula undilinea ingår i släktet Scopula och familjen mätare. Inga underarter finns listade.